# برايان سافاج
برايان سافاج هو لاعب هوكي الجليد كندي، ولد في 24 فبراير 1971 في غريتر سودبوري في كندا.

## وصلات خارجية
- برايان سافاج على موقع دوري الهوكي الوطني (الإنجليزية)
- برايان سافاج على موقع قاعة مشاهير الهوكي (لاعب أن.إتش.أل) (الإنجليزية)
- برايان سافاج على موقع EliteProspects.com (الإنجليزية)
- برايان سافاج على موقع HockeyDB.com (الإنجليزية)
- برايان سافاج على موقع Hockey-Reference.com (الإنجليزية)
- برايان سافاج على موقع أوليمبيديا (الإنجليزية)